# Beta Camelopardalis
Beta Camelopardalis (β Cam, β Camelopardalis, Beta Cam) je nejjasnější hvězda v severním souhvězdí Žirafy se zdánlivou hvězdnou velikostí +4,02m. Na základě roční paralaxy 3,74 mas (při pohledu ze Země) se nachází zhruba 870 světelných let od Slunce. Přibližuje se k němu radiální rychlostí -1,90 km/s a s největší pravděpodobností se jedná o jedinou hvězdu. 
Jedná se o žlutě zbarveného obra typu G1Ib-IIa. Stáří hvězdy se odhaduje na 60 milionů let a rotuje rychlostí 11,7 km/s, což je na vyvinutou hvězdu tohoto typu neobvykle vysoká rychlost rotace. Jedním z možných vysvětlení je, že mohla pohltit blízkou obří planetu, například horký Jupiter.
Beta Camelopardalis má 6,5krát větší hmotnost než Slunce a zvětšila se na přibližně 58 poloměrů Slunce. Hvězda vyzařuje ze své zvětšené fotosféry 1 592násobek sluneční zářivosti Slunce při efektivní teplotě 5 300 K. Je také zdrojem rentgenového záření.
β Cam má dva vizuální průvodce: hvězdu 7. magnitudy třídy A5 v úhlové vzdálenosti 84 úhlových vteřin a hvězdu 12. magnitudy ve vzdálenosti 15 úhlových vteřin.